# 氏家直綱
氏家 直綱（うじいえ なおつな、弘化2年（1845年） - 明治44年（1911年））は、江戸時代から明治時代の人物。庄内藩士、官吏、初代西田川郡長。

## 略歴
- 1845年（弘化2年） - 氏家正綱の子として出羽国庄内（現・山形県鶴岡市）に生れる。
- 1862年（文久2年） - 江戸詰め
- 1865年（慶応元年） - 藩校句読師
- 軍事周旋方（戊辰戦争時）
- 1869年（明治2年） - 越後水原県に勤務
- 1872年（明治5年） - 正綱より家督を継ぐ。
- 1875年（明治8年） - 酒田県（現・酒田市に所在）に勤務
- 1876年（明治9年） - 庄内支庁に勤務
- 1878年（明治11年） - 初代西田川郡長を兼務
- 1882年（明治15年） - 西村山郡、東村山郡に勤務
- 福島県や栃木県などの郡長を務める。
- 1895年（明治28年） - 公職を退官する。
- 1911年（明治44年） - 死去する。享年66。山形県鶴岡市

## 親族
- 子：氏家孫三郎
- 孫：氏家彦太郎 - 刀剣鑑定家、山居賃貸倉庫（株）常務、致道博物館理事

## 参考資料
- 『庄内人名辞典』 編纂・出版：庄内人名辞典刊行会